# Biogaia
Biogaia AB är ett svenskt bioteknikföretag som utvecklar och säljer probiotiska produkter.
Biogaia har utvecklats från forskningsrön om mjölksyrebakterien Limosilactobacillus reuteri och substansen reuterin, som utfördes av Walter Dobrogosz och Sven Lindgren på 1980-talet. Dessa bildade då det amerikanska företaget Probiologics International 1987. Detta – och dess patent – köptes av det 1990 bildade svenska företaget Biogaia. Företagets produkter baseras på olika stammar av Limosilactobacillus reuteri , som Lm. reuteri  protectis för mag- och tarmhälsa och Lm. reuteri prodentis för munhälsa.
Läkemedelsforskningsbolaget Infant Bacterial Therapeutics avknoppades 2016 från Biogaia.
Biogaias B-aktie listades på Stockholmsbörsens O-lista 1998, och finns idag på Mid Cap-listan.